# Aprostocetus dymas
Aprostocetus dymas är en stekelart som först beskrevs av Walker 1839.  Aprostocetus dymas ingår i släktet Aprostocetus och familjen finglanssteklar. Inga underarter finns listade i Catalogue of Life.